# 안자코 유카
안자코 유카(일본어: 庵逧 由香, 1966년~)는 일본의 역사가이다.
리쓰메이칸 대학 코리아연구센터 전임연구원 및 리쓰메이칸 대학 문학부 교수, 코리아연구센터 부센터장, 희망씨앗기금의 이사를 맡았다.

## 저서

### 논문
- 《조선총독부의 '총동원체제'(1937~1945) 형성 정책》(2006, 고려대학교 박사학위 논문)

### 단행본
- 《한일 양국의 상호인식》(韓日両国の相互認識, 1998)